# Mlatibaru
Mlatibaru is een bestuurslaag in het regentschap Semarang van de provincie Midden-Java, Indonesië. Mlatibaru telt 6734 inwoners (volkstelling 2010).